# Данијел Сваровски
Данијел Сваровски (Јиржетин под Буковом, 24. октобар 1862 — Ватенс, 23. јануар 1956) био је аустријски брусилац стакла, чешког порекла. Основао је фирму Сваровски, која је постала светски позната по свом квалитетно брушеном стаклу. Године 1892, измислио је електричну брусилицу.